# St. Martin (Jengen)

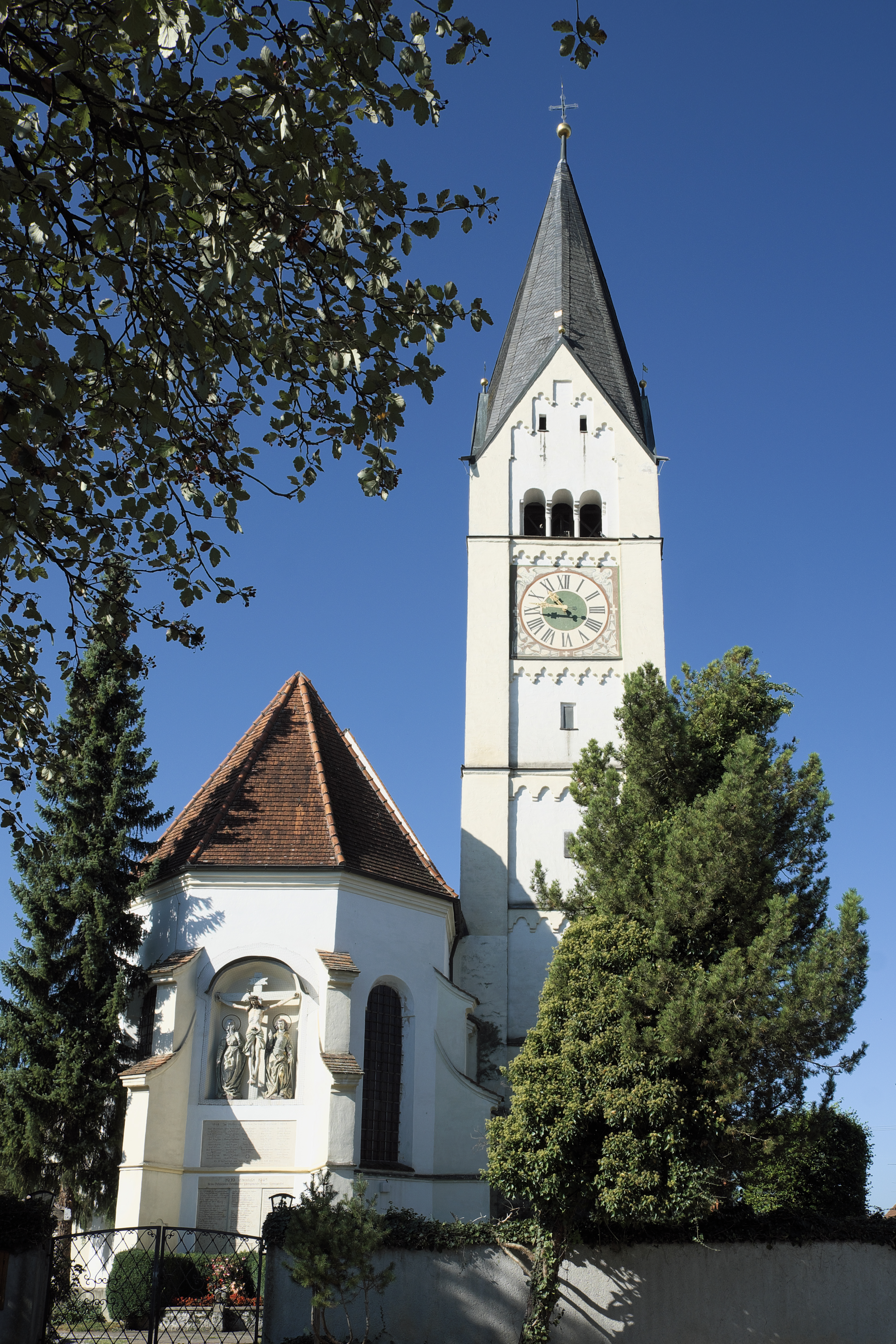
Pfarrkirche St. Martin

Die katholische Pfarrkirche St. Martin in Jengen, einer Gemeinde im Landkreis Ostallgäu im bayerischen Regierungsbezirk Schwaben, ist im Kern ein spätgotischer Backsteinbau aus der Zeit um 1500, der in der Mitte des 18. Jahrhunderts im Stil des Rokoko umgestaltet wurde. Die Kirche ist im Stil eine kleinere Kopie der Stadtpfarrkirche im benachbarten Kaufbeuren und ebenso wie diese dem heiligen Martin von Tours geweiht.

## Architektur

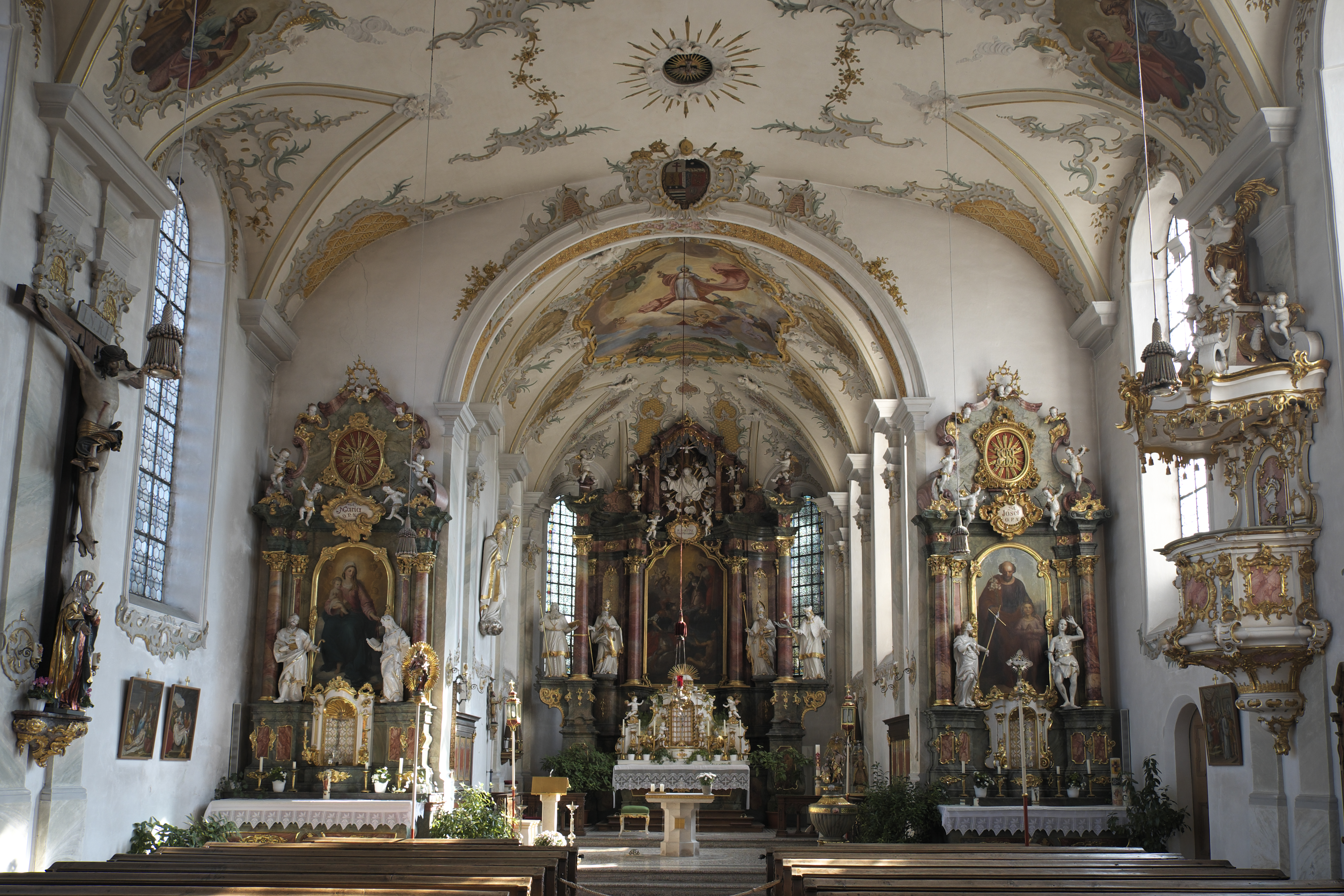
Innenraum

### Außenbau
Die Außenmauern des Langhauses sind mit Lisenen und Kleeblattfriesen verziert. Der Chor wird von abgetreppten Strebepfeilern gestützt. Im nördlichen Chorwinkel erhebt sich der quadratische, mit einem Spitzhelm gedeckte Glockenturm, dessen Unterbau noch aus der Zeit um 1200 stammt. Die oberen Geschosse, die um 1500 aufgebaut wurden, werden durch Gesimse und Blendfelder gegliedert, die ebenfalls Kleeblattfriese aufweisen. Das oberste Stockwerk wird von rundbogigen, dreifachen Klangarkaden durchbrochen.

### Innenraum
Der Innenraum, ein in vier Achsen gegliederter Saalbau, wird von einer  Stichkappentonne gedeckt, die von kaum aus der Wand hervortretenden Pilastern mit feinen Stuckkapitellen und profiliertem Gebälk getragen wird. Ein Rundbogen führt in den stark eingezogenen, dreiseitig geschlossenen Chor. Den westlichen Abschluss des Langhauses bildet eine Doppelempore mit geschwungenen Brüstungen.

## Stuck
Der Stuckdekor wurde 1755 von Joseph Fischer dem Älteren geschaffen.

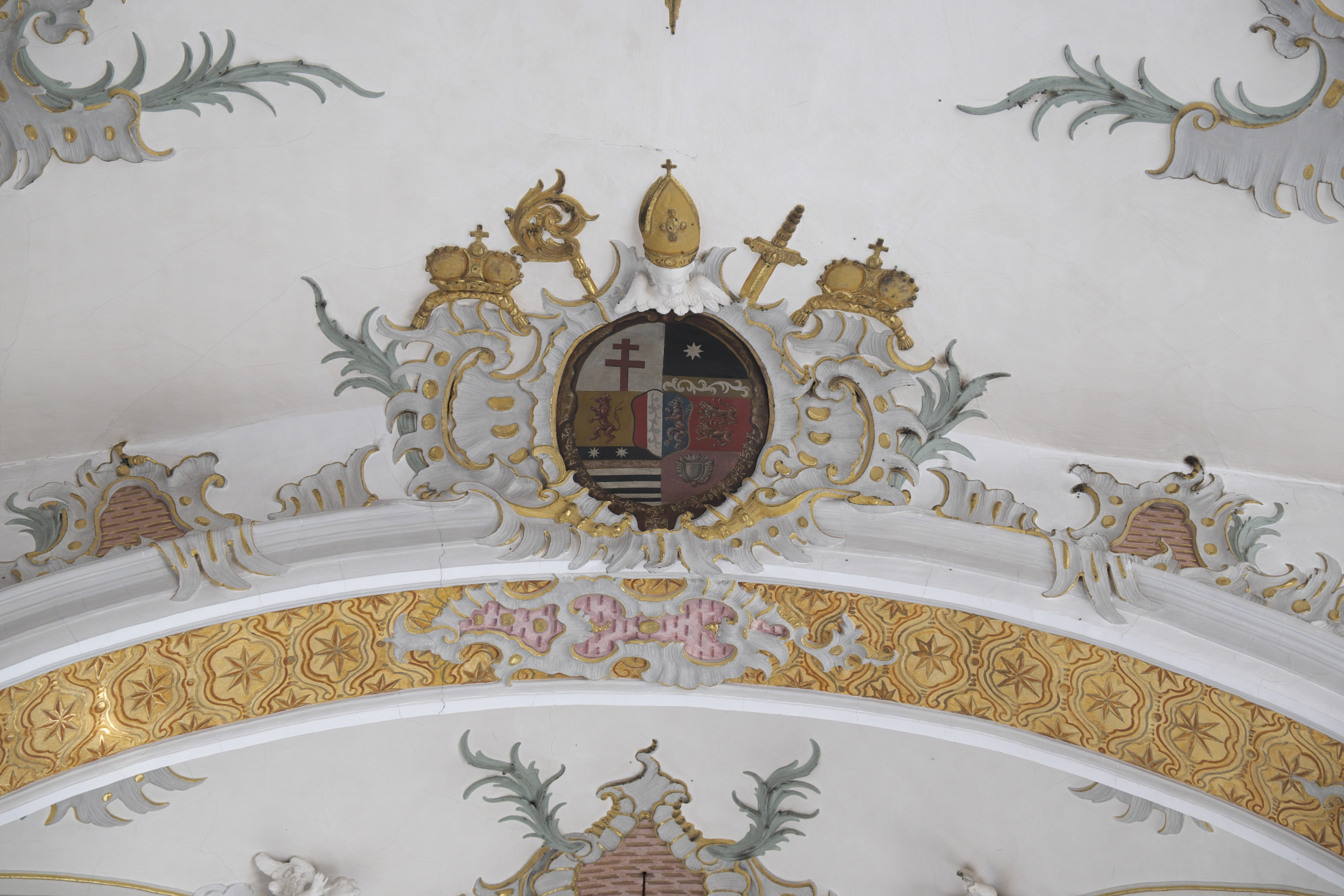
Chorbogen mit Wappenkartusche
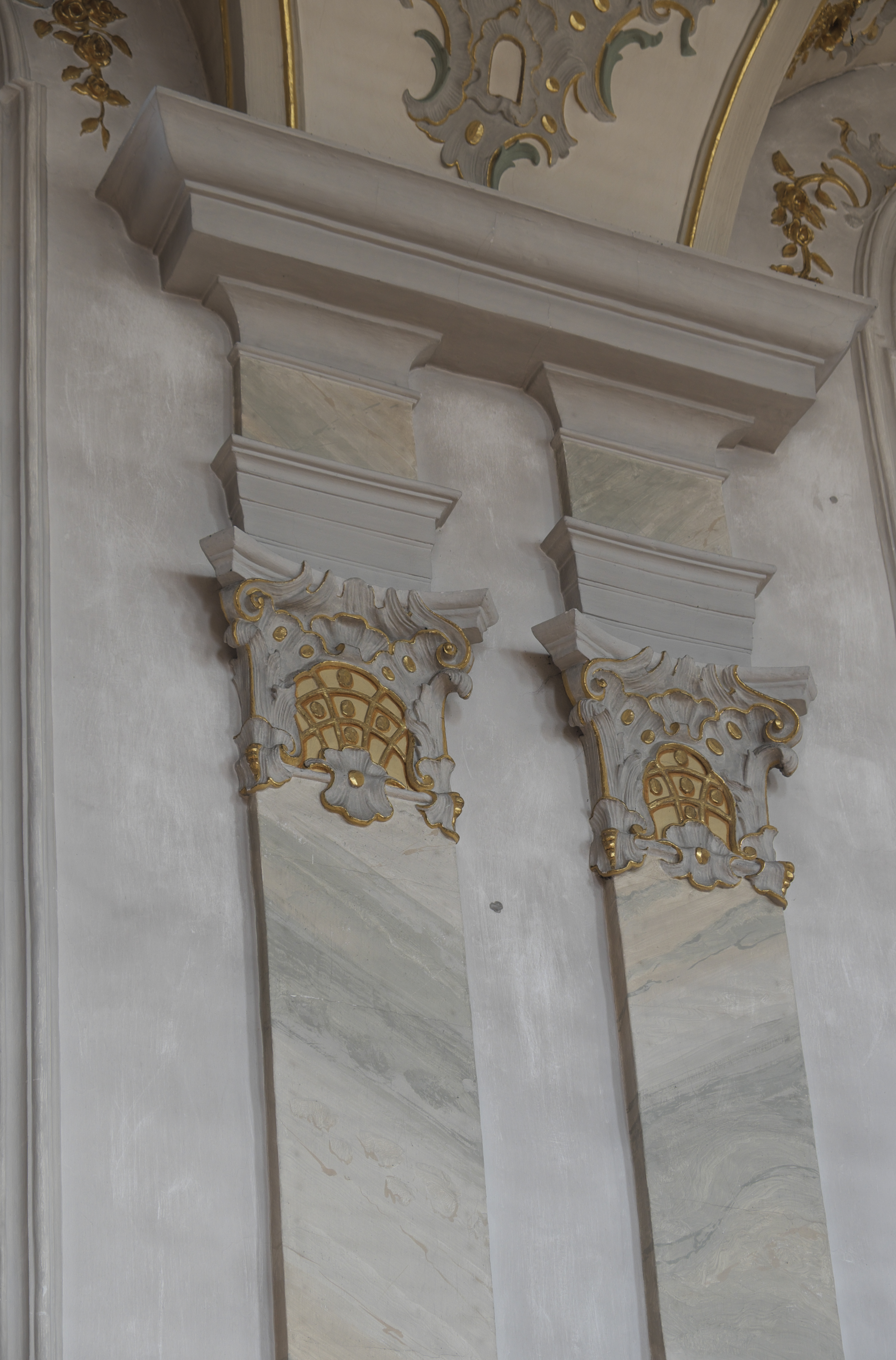
Pilaster mit Kapitellen
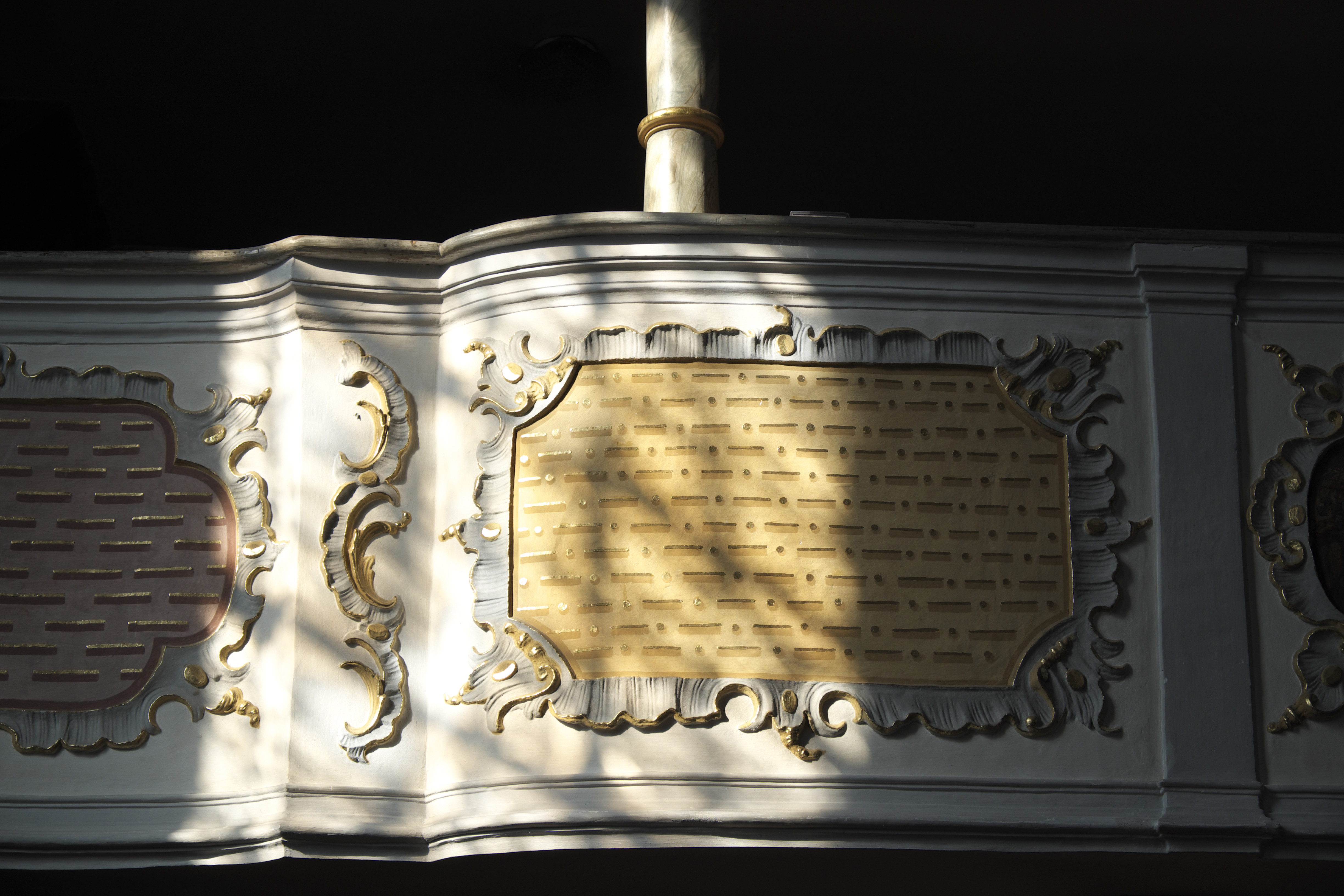
Emporenbrüstung

## Fresken

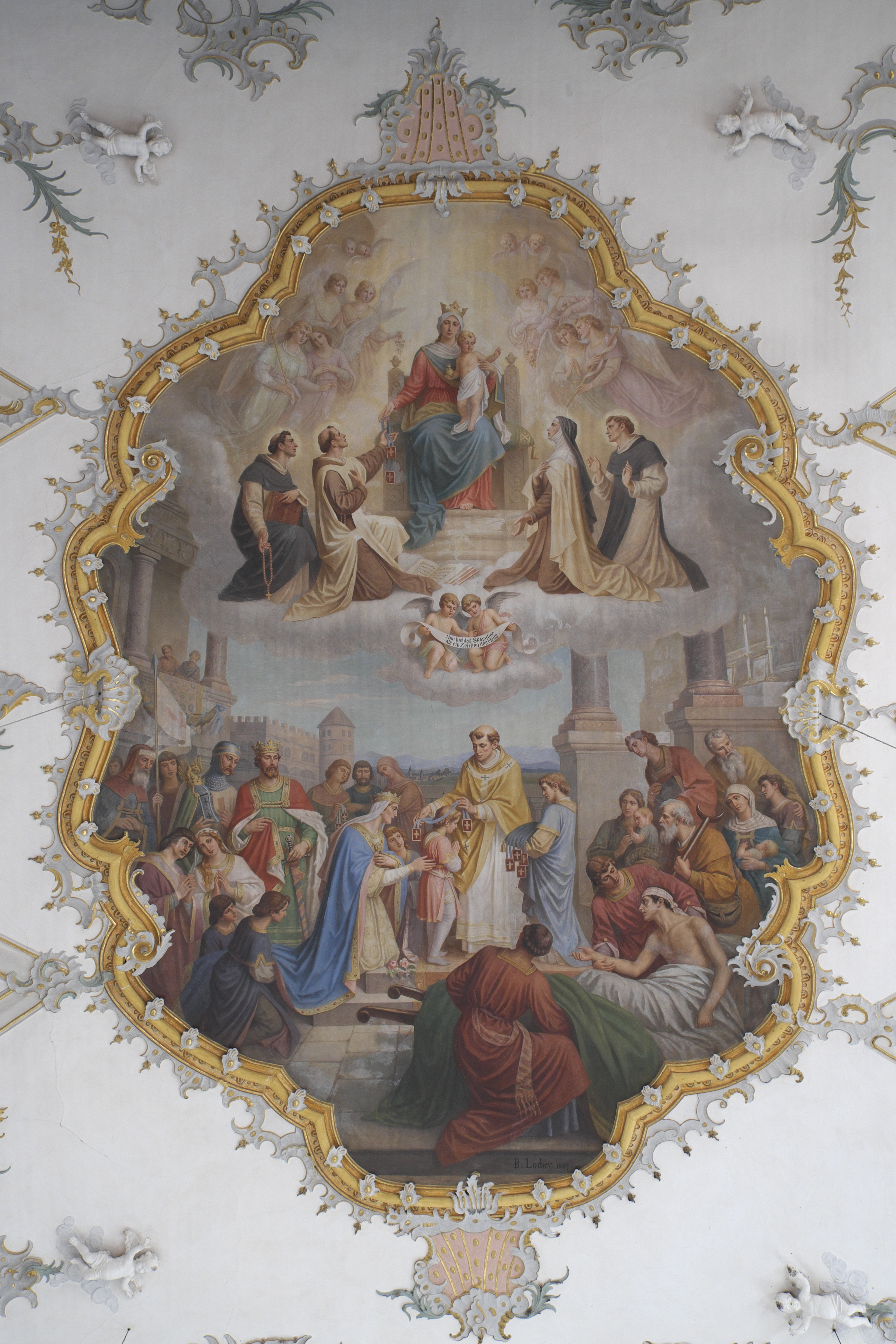
Langhausfresko

Die Deckenmalereien sind vom Stil der Nazarener geprägt. Das Deckenfresko im Chor mit der Darstellung des Herzen Jesu wurde 1927 vom Kirchenmaler Kaspar Schleibner ausgeführt. Das Langhausfresko, auf dem Maria mit dem Jesuskind und die Verteilung von Skapulieren dargestellt sind, trägt die Signatur von Benedikt Locher und die Jahreszahl 1889.

## Ausstattung
- Der Hochaltar ist eine Arbeit aus der Zeit um 1740. Das Altarblatt mit der Darstellung der Mantelspende des heiligen Martin stammt vermutlich aus dem Ende des 17. Jahrhunderts. Die seitlichen Figuren stellen den heiligen Benedikt, Papst Silvester I., den heiligen Ulrich, den Patron des Bistums Augsburg, und Johannes Nepomuk dar.
- Die Seitenaltäre, links der Marienaltar und rechts der Josefsaltar, stammen ebenfalls aus der Mitte des 18. Jahrhunderts. Die Altarauszüge sind mit geflügelten Engelsköpfen und Engelsfiguren besetzt.
- Die Rokokokanzel wurde um 1750/60 geschaffen.
- Das große Kruzifix an der nördlichen Langhauswand ist mit der Jahreszahl 1520 bezeichnet. Es wird Veit Stoß zugeschrieben und befand sich bis 1816 in der Pfarrkirche St. Peter in München.

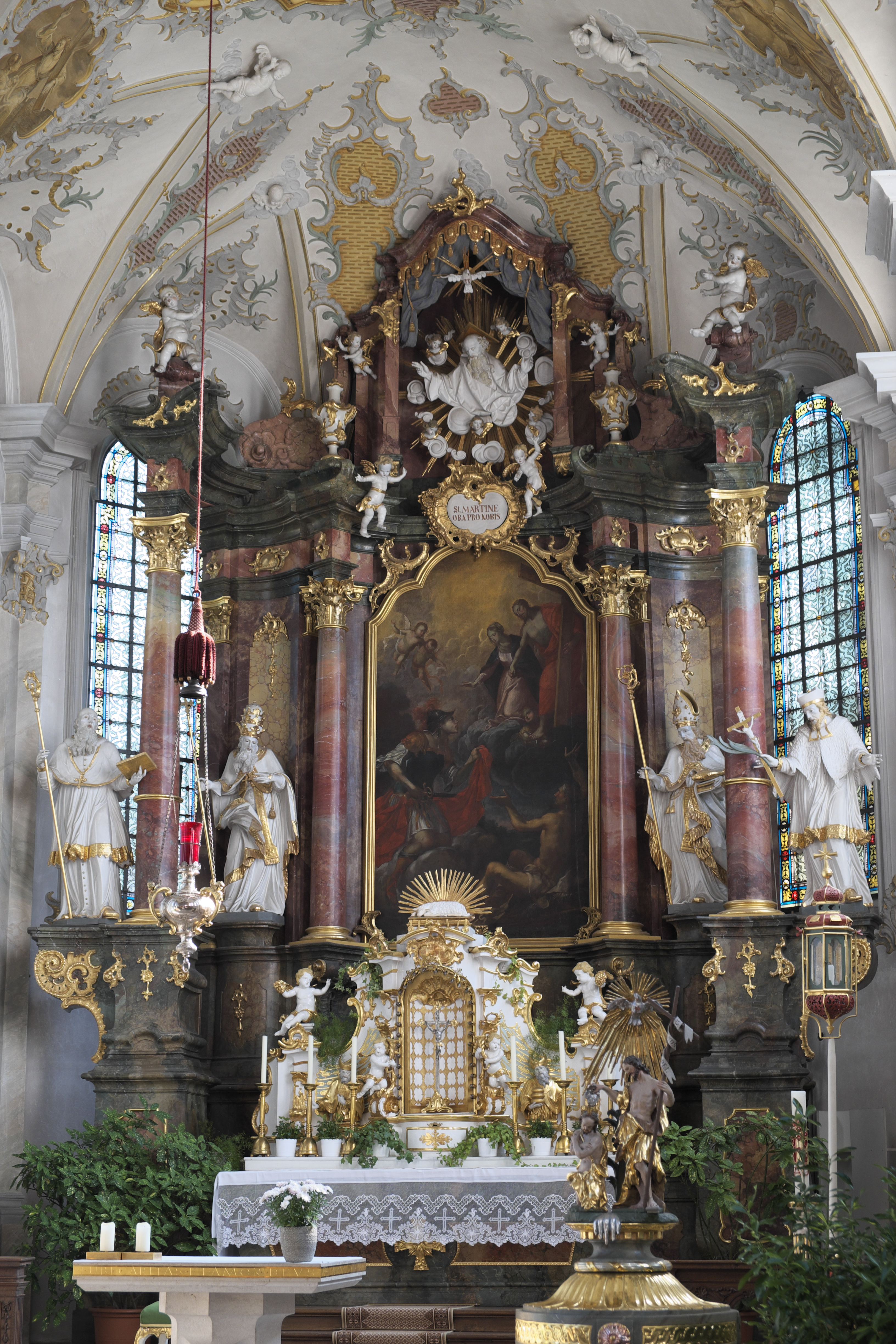
Hochaltar
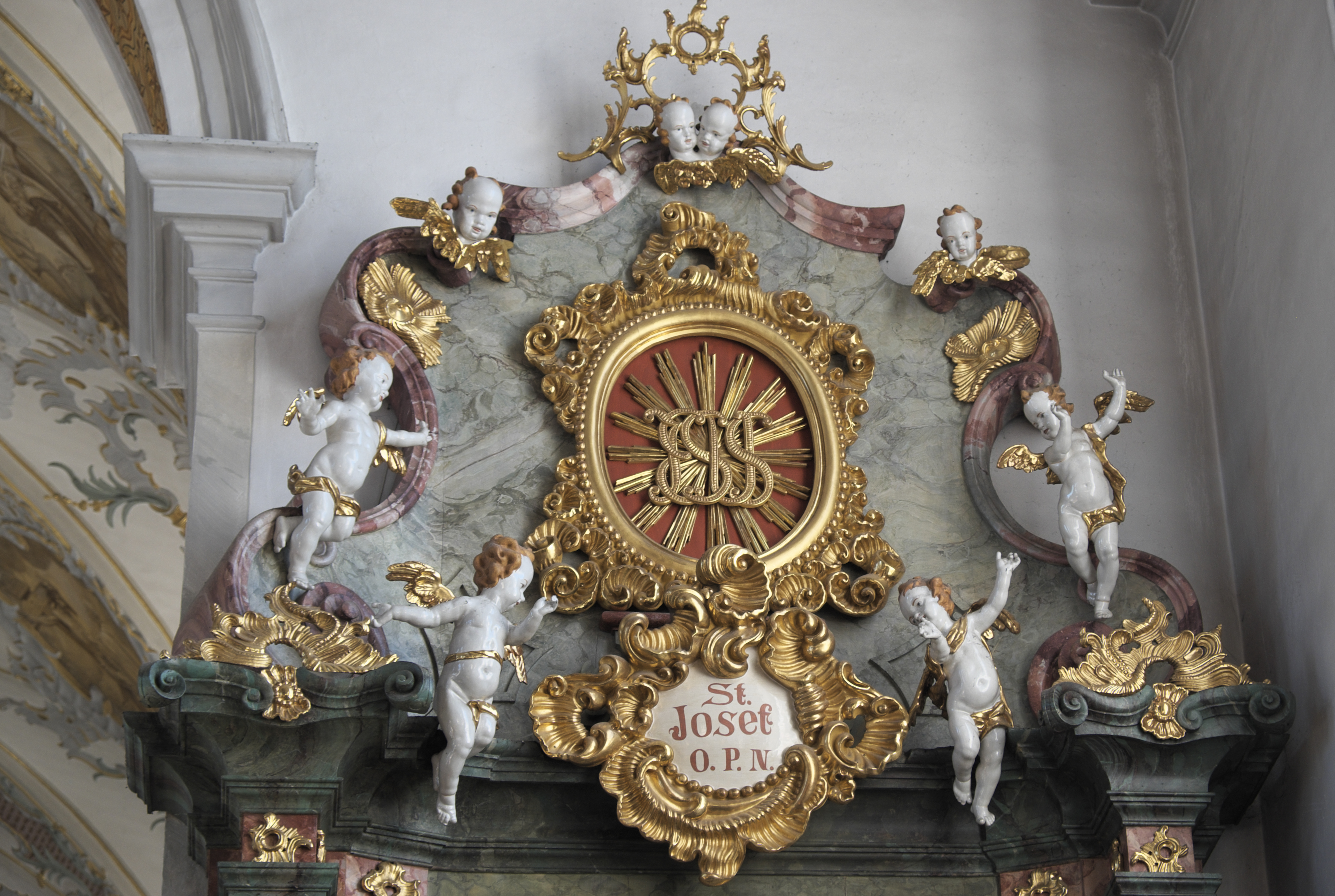
Josefsaltar, Auszug
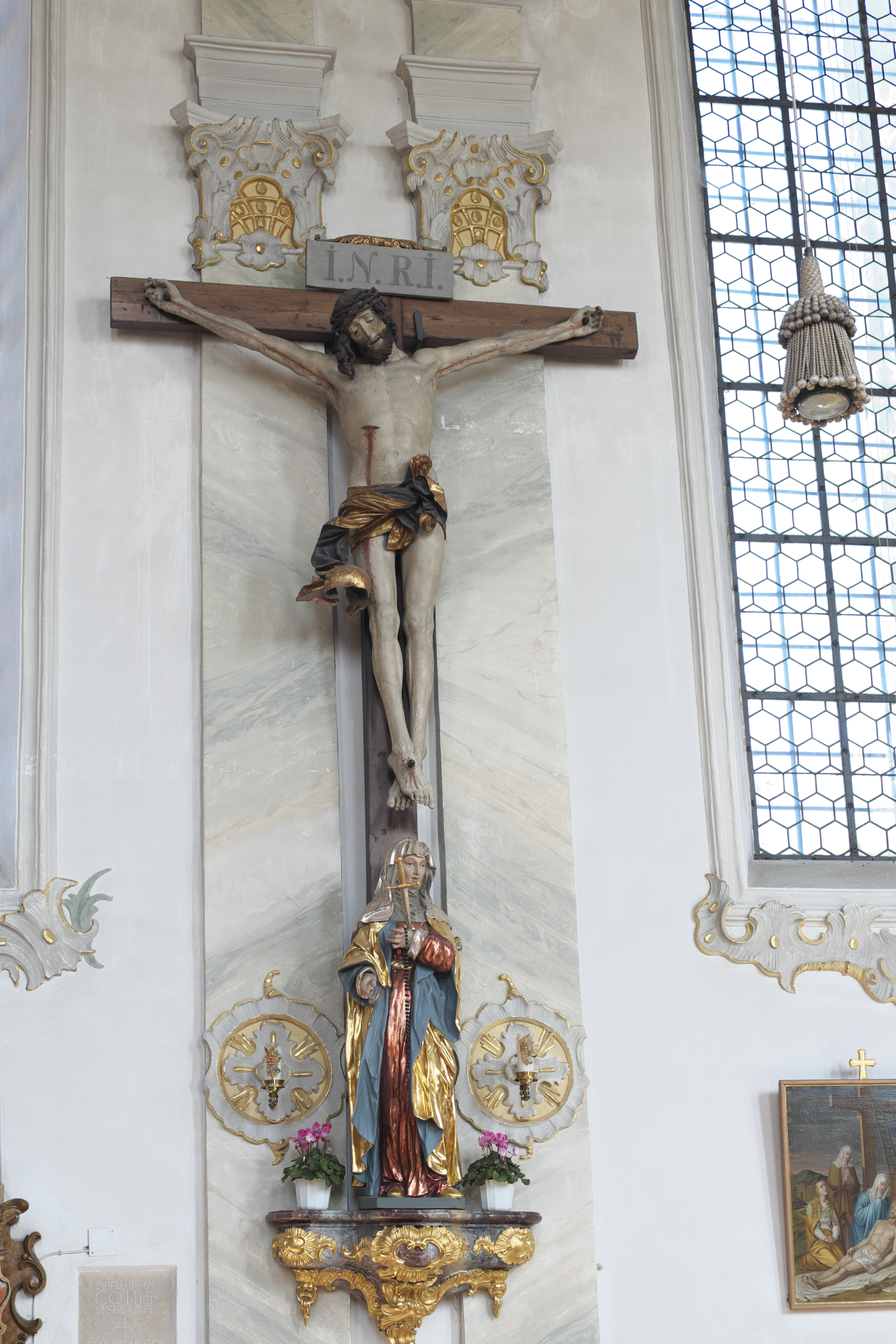
Kruzifix

## Kreuzigungsgruppe

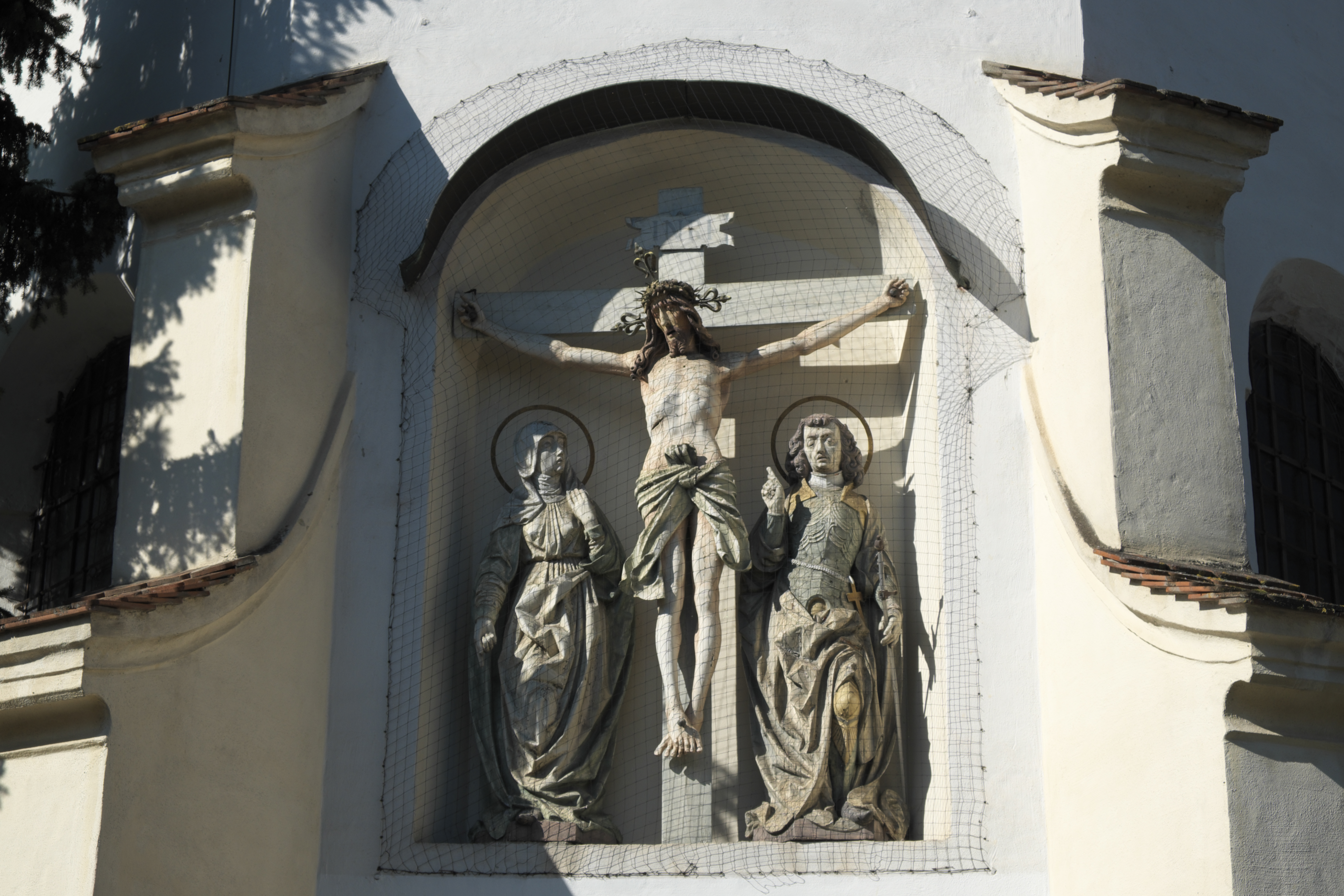
Kreuzigungsgruppe

- In einer Nische an der Außenmauer der Chorstirnwand steht eine Kreuzigungsgruppe. Das Kruzifix stammt aus dem frühen 16. Jahrhundert, die Assistenzfiguren werden in das 18. Jahrhundert datiert.